# Statue von Çineköy

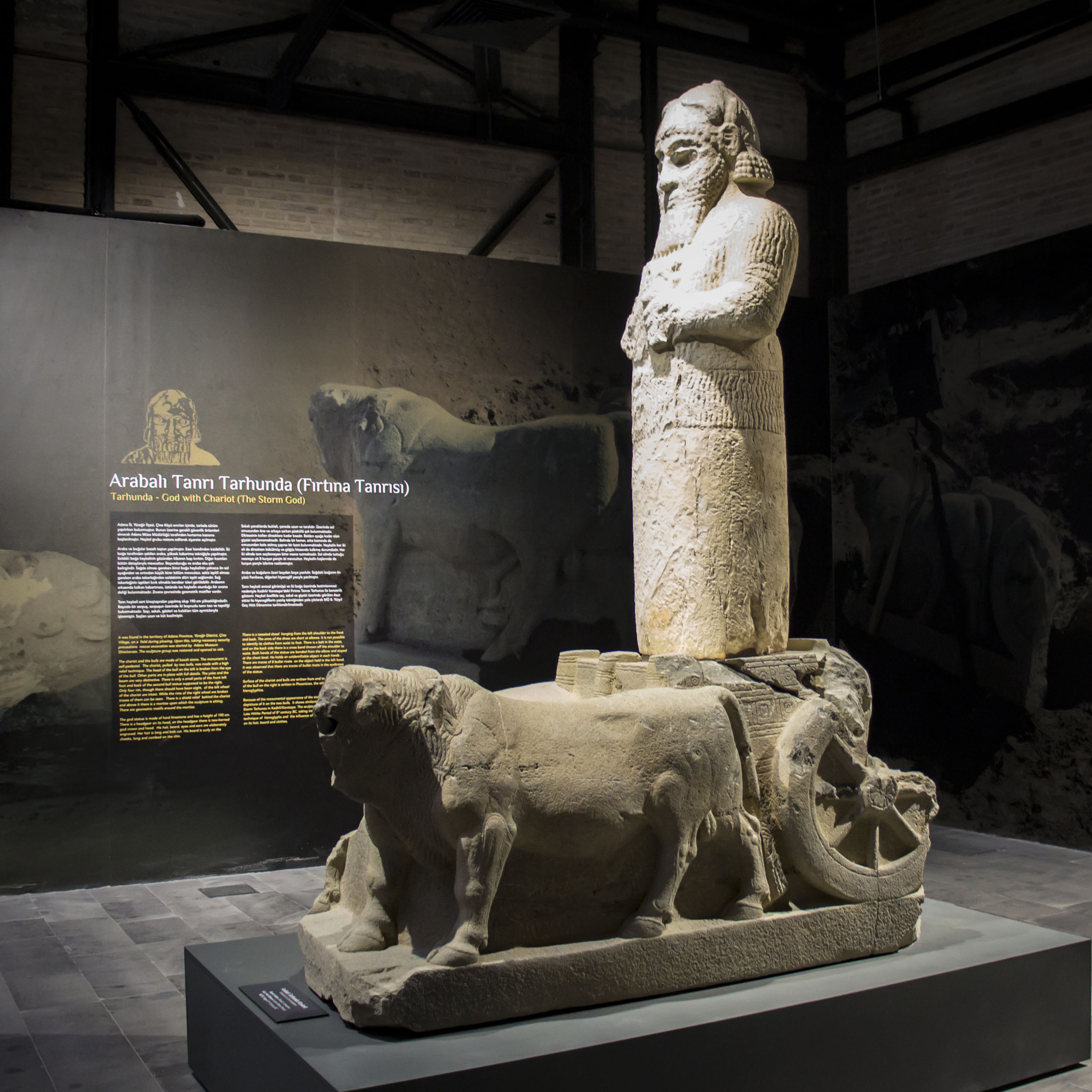
Statue von Çineköy im Museum Adana

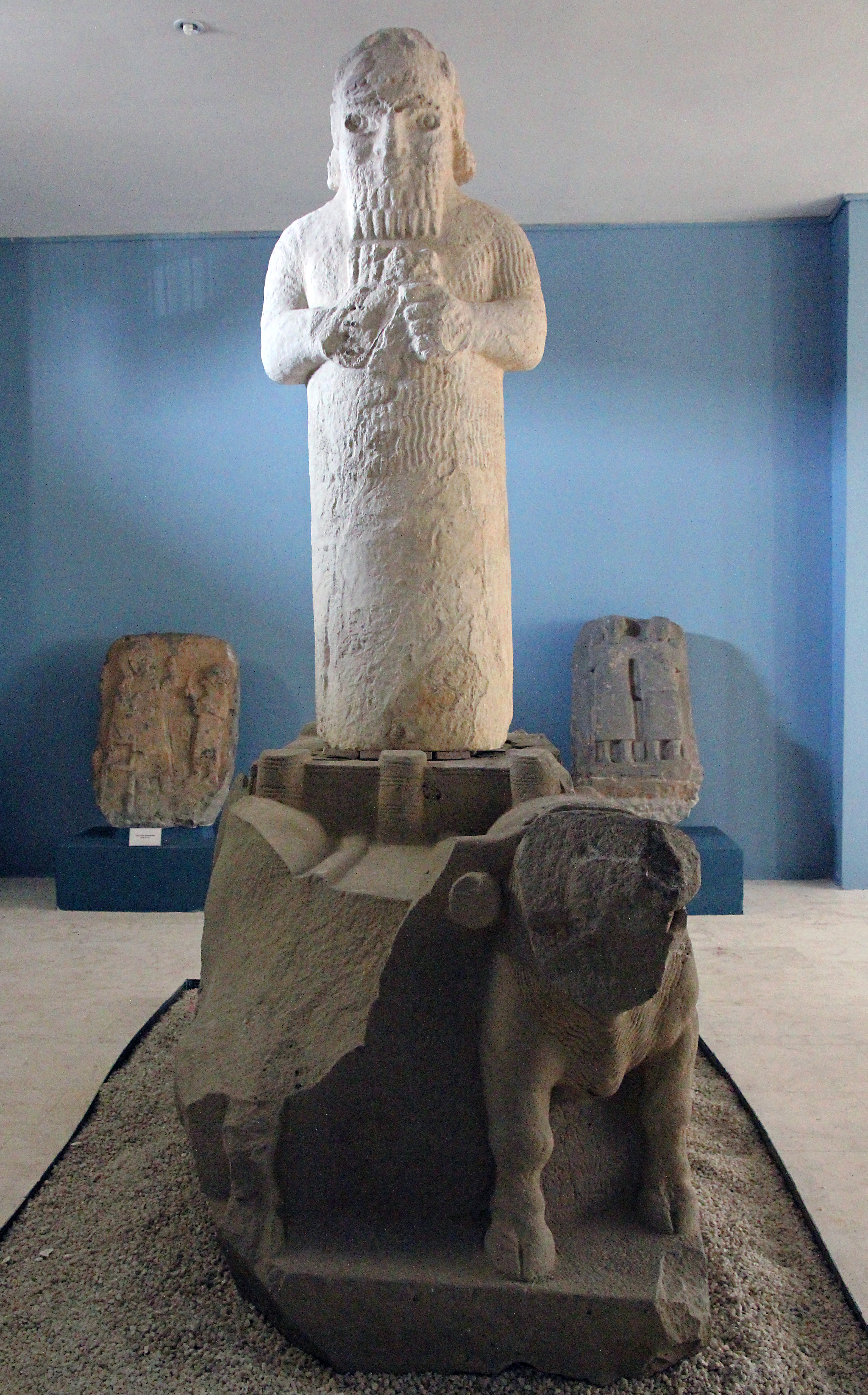
Frontalansicht

Die Statue von Çineköy, wegen der darauf eingravierten zweisprachigen Inschrift oft auch als Bilingue von Çineköy bezeichnet, ist die Statue eines Wettergottes auf einem von Stieren gezogenen Wagen. Die Statue aus dem 8. Jahrhundert v. Chr. wurde im Dorf Çineköy gefunden, etwa 30 km südlich von Adana in Kilikien in der Südtürkei. Sie ist heute im archäologischen Museum von Adana ausgestellt.

## Fund
Die Skulptur wurde am 30. Oktober 1997 von einem Bauern im Dorf Çineköy (36° 48′ N, 35° 16′ O) im Landkreis Yüreğir der Provinz Adana beim Pflügen gefunden. Nach Benachrichtigung der zuständigen Stellen unternahmen im November İzmet İpek und A. Kazım Tosun im Auftrag des Archäologischen Museums von Adana Grabungen, bei denen die Statue des Gottes und der Wagen mit den Stieren in mehreren Teilen zutage kamen. Die Statue, die aus weichem Kalkstein bestand, wurde am 13. November ins Museum verbracht, kurz darauf auch die anderen, aus Basalt bestehenden Teile. Sie wurden unter der Leitung der Zentralwerkstatt für Restaurierung und Konservierung Istanbul restauriert und anschließend im Museum ausgestellt. Im Sommer 1998 setzte das Museum die Ausgrabungen fort, konnte jedoch keine weiteren Teile des Werkes finden.

## Statue
Die aus Kalkstein gemeißelte Figur trägt eine Kopfbedeckung mit Quasten, darunter einen Reif mit zwei Hörnern, der sie als Gott kennzeichnet. Die langen glatten Haare, der gestutzte Bart sowie Augen und Ohren sind gut zu erkennen. Der Oberkörper ist mit einem Umhang bekleidet, die kurzen Ärmel schließen über den Ellenbogen ab. Um die Hüften liegt ein Gurt, der an einem von der linken Schulter bis zum Boden reichenden Stoffband befestigt ist. Die Bekleidung unterhalb der Hüfte ist schlecht erkennbar. Vor der Brust halten die Hände einen nicht zu interpretierenden Gegenstand, in der rechten Hand befinden sich acht kleine Löcher, die möglicherweise der Befestigung eines weiteren Objekts dienten.
Der Gott steht auf einem Wagen, der von zwei Stieren gezogen wird. Diese Teile des Standbilds sind aus Basalt. Vom linken Stier ist der Kopf bei den Augen abgebrochen, der Rest ist einschließlich des Jochs gut erhalten. Das rechte Zugtier fehlt bis auf einen Rest des linken Hinterbeines. Die Tiere sind in Bewegung dargestellt, Muskeln, Adern, Hufe, ein langer geflochtener Schwanz und andere Körperteile sind gut erkennbar. Die Räder des Wagens hatten acht Speichen, die allerdings nur zum Teil erhalten sind. Das Standloch der Statue misst 40 × 40 cm und ist 30 cm tief. Vor der Standplattform sind Mauern mit drei Türmen zu erkennen, die möglicherweise das Königreich des Awarik symbolisieren, der als Urheber der Statue gilt.
Es besteht allgemeine Einigkeit darüber, dass in der Statue der luwischen Wettergott Tarhunzas dargestellt ist, der in dem luwischen Text der Inschrift mehrfach erwähnt wird. Im phönizischen Teil wird er, wie auch in der Bilingue von Karatepe, als Baal identifiziert. Das Monument ist nach neo-hethitischen Standards geschaffen, zeigt aber laut Giovanni Lanfranchi und Winfried Orthmann in Haar, Bart und Kleidung assyrische Einflüsse.

## Inschrift
Zwischen den Beinen der Stiere sowie auf der Grundplatte sind Inschriften in Hieroglyphen-Luwisch und in Phönizisch angebracht, die eine Bilingue bilden. Der Verfasser der Inschrift ist der aus assyrischen Schriften bekannte König Awariku (Urikki) von Qu’e (regierte 738–732 v. Chr.). Wie in altorientalischen Königsinschriften üblich besteht sie aus zwei Teilen, wobei im ersten der Autor vorgestellt wird und er im zweiten Teil einen Bericht seiner Taten gibt.
Zunächst stellt Awarik – im luwischen Text Wariki, im phönizischen ist nur der erste Buchstabe W erhalten – sich mit Name, Titulatur und Abstammung vor sowie mit zwei Beinamen, die ihn mit dem Wettergott Tarhunzas und dem Sonnengott in Verbindung bringen. Er führt seine Abstammung, wie dies ebenso Azatiwada von Karatepe in der dortigen Inschrift tut, auf das Haus des Muk(a)sas, im Phönizischen MPŠ, zurück, der nach allgemeiner Ansicht mit dem legendären griechischen Seher und Stadtgründer Mopsos gleichgesetzt wird. Im weiteren Text beschreibt Awarik Errungenschaften und Verdienste um sein Land. Er berichtet über die Vergrößerung seines Königreiches und des Heeres sowie über den Fortschritt, den er mit göttlicher Hilfe dem Land gebracht hat. Er lobt die Verschmelzung von Qu’e mit dem assyrischen Reich und rühmt sich der Zerstörung und Erbauung von Festungen in ungenannten, fernen Gebieten.
Das Königreich Qu’e entspricht etwa dem Kizzuwatna der hethitischen Großreichszeit und damit grob dem ebenen Kilikien (Kilikia pedias) der späteren Zeit. Es wird im luwischen Teil des Karatepe-Textes Adanawa und die Einwohner im phönizischen Teil, wie auch hier, Danunäer genannt. Im luwischen Teil der Çineköy-Inschrift wird das Land als Hijawa bezeichnet. Dieser Name wird in Verbindung gebracht mit dem in bronzezeitlichen hethitischen Texten vielfach auftauchenden Aḫḫijawa, das von der stark vorherrschenden Forschungsmeinung, allerdings nicht ganz unumstritten, für ein mykenisches Reich gehalten wird (vgl. die Bezeichnung Achaier für die Griechen bei Homer). Eine Gleichsetzung von Hijawa mit Aḫḫijavā würde die These einer Ansiedlung von Griechen in Kilikien am Übergang zur Eisenzeit stützen, die auch Recai Tekoğlu und André Lemaire vertreten. Allerdings ist diese Gleichsetzung nicht unproblematisch.

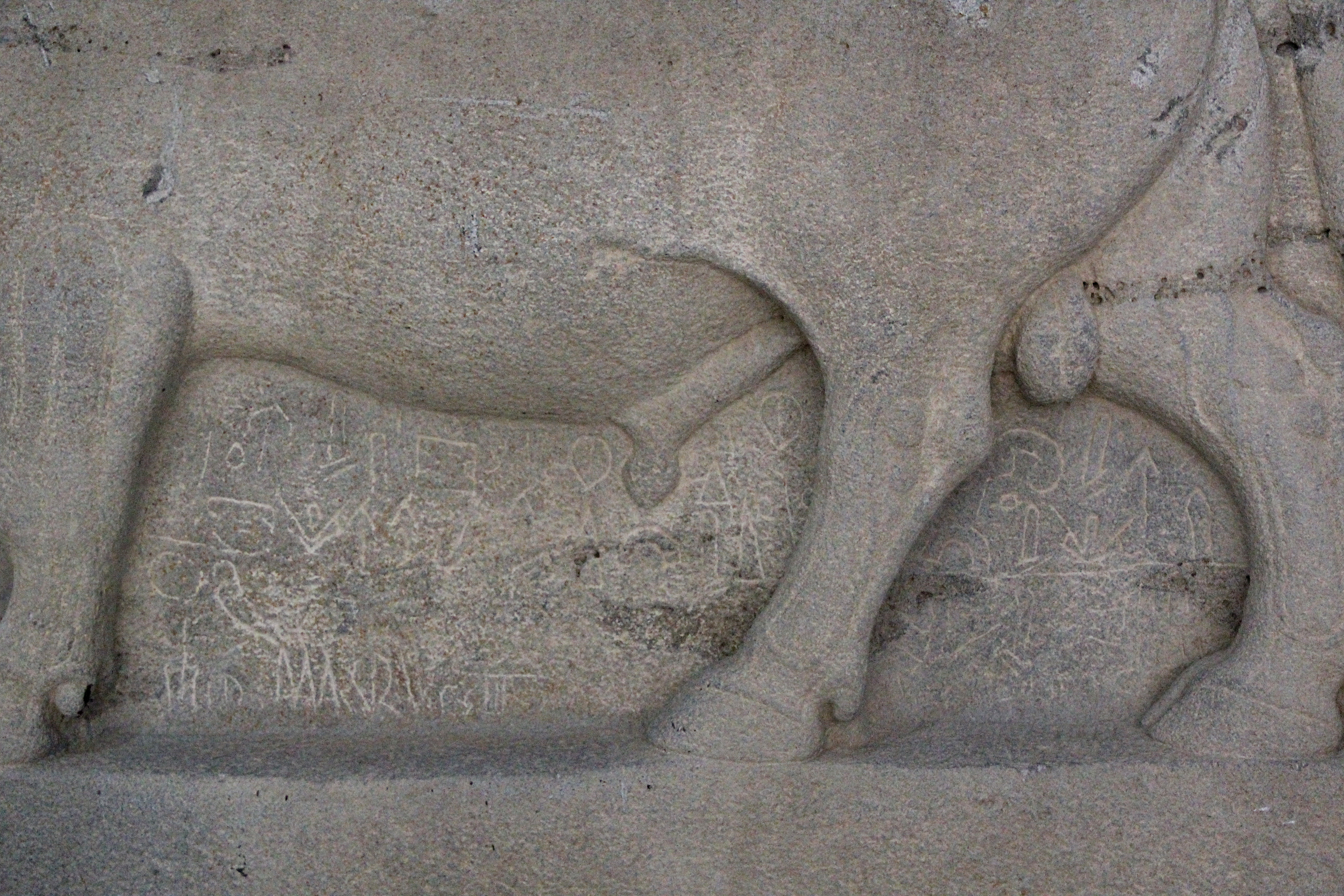
Hieroglypheninschrift zwischen den linken Beinen des linken Stiers
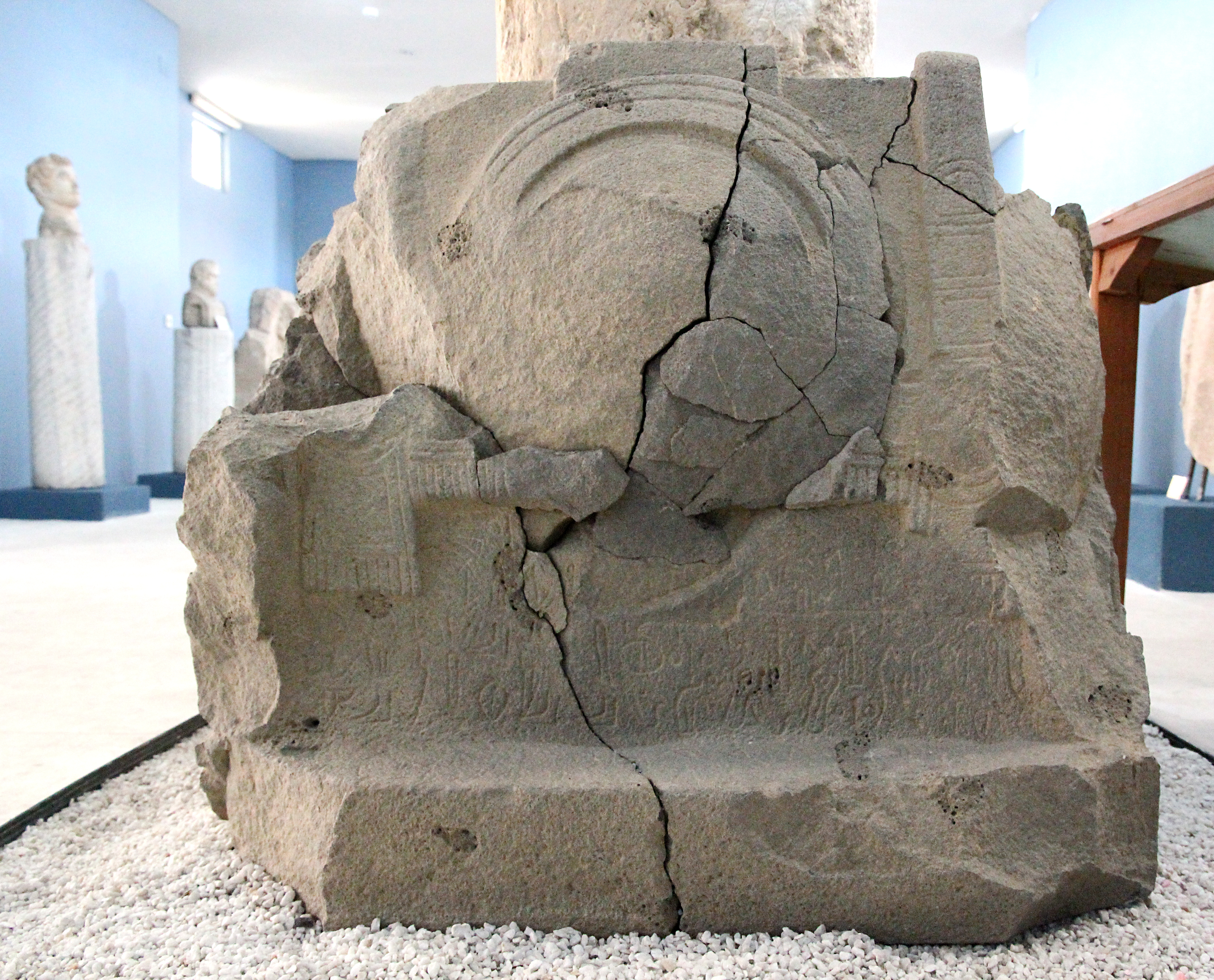
Hieroglypheninschrift auf der Rückseite des Wagens
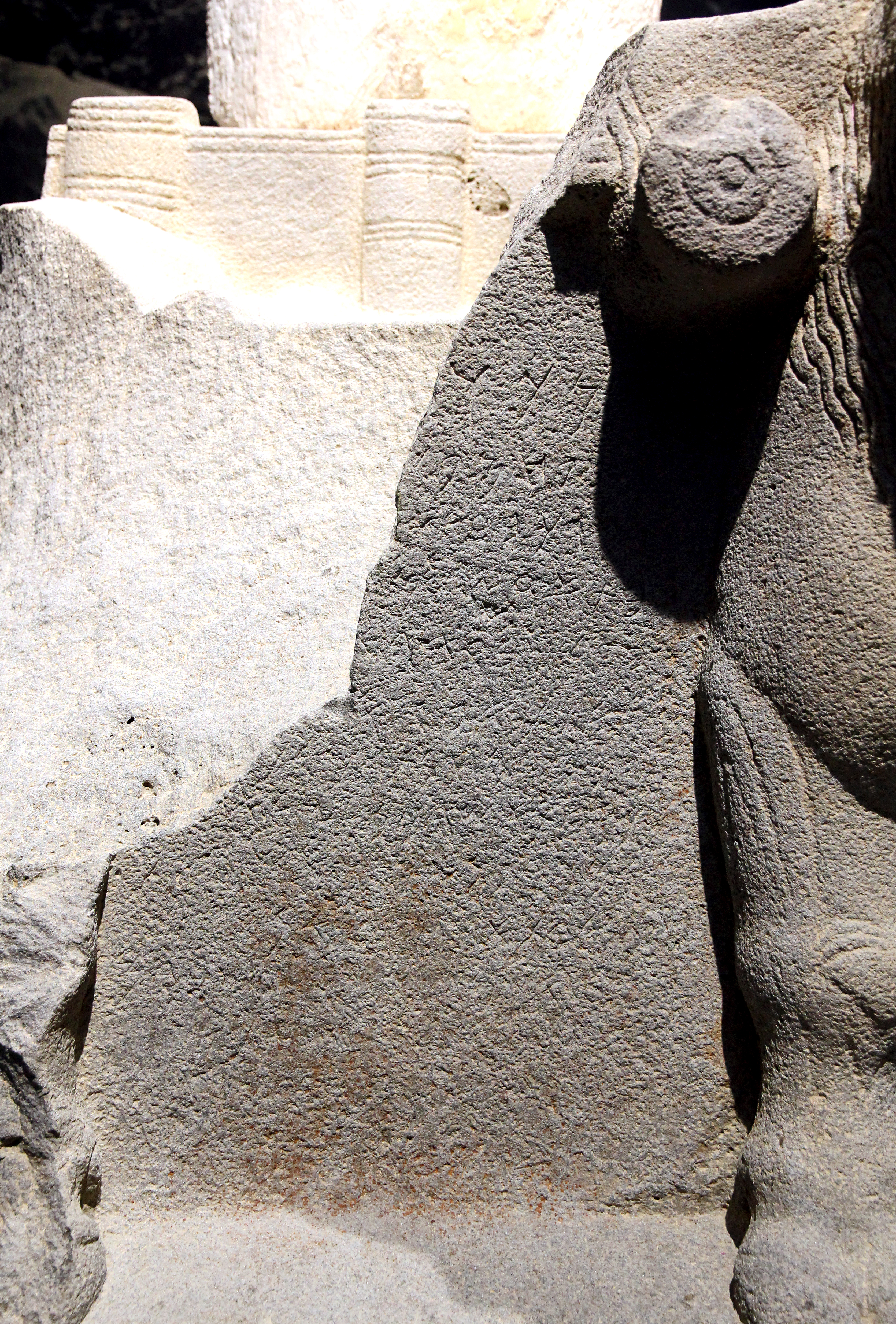
Phönizische Inschrift an der Vorderseite zwischen den Stieren